# Гапоново (Смоленская область)
Гапоново — деревня в Починковском районе Смоленской области России. Входит в состав Васьковского сельского поселения. Не имеет постоянного населения.
Расположена в центральной части области в 17 километрах к юго-востоку от Починка, в 6 километрах западнее автодороги А141 Орёл — Витебск. В 5 километрах северо-восточнее деревни расположена железнодорожная станция Васьково на линии Смоленск — Рославль.

## История
В годы Великой Отечественной войны деревня была оккупирована гитлеровскими войсками в июле 1941 года, освобождена в сентябре 1943 года.